# Guilherme (ur. kwiecień 1991)
Guilherme dos Santos Torres (ur. 5 kwietnia 1991 w Santo André) – brazylijski piłkarz występujący na pozycji pomocnika w Al Sadd.